# Rajd Monte Carlo 1962

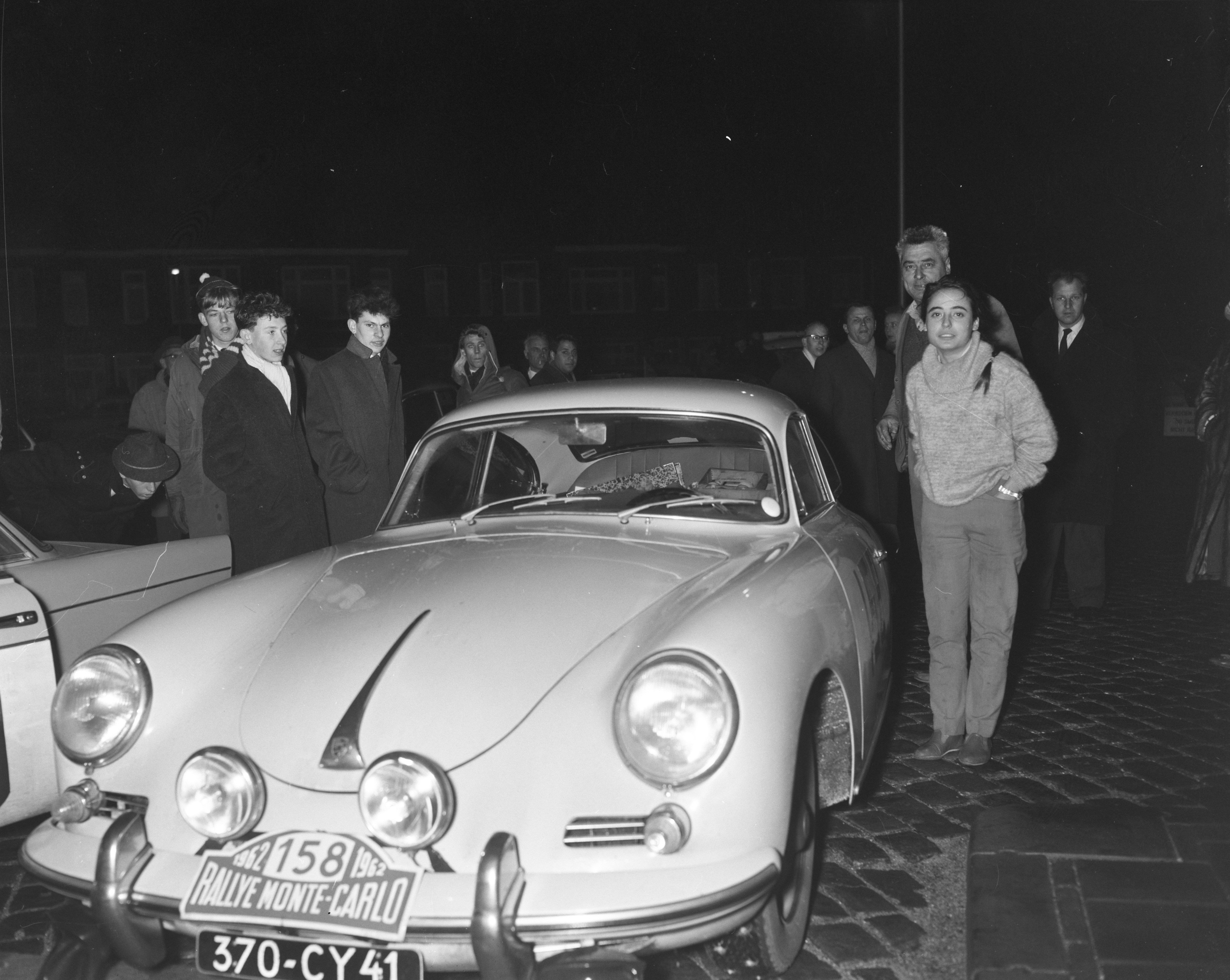
Francuska załoga Henri Hourtoulle i Jeanne Hourtoulle (po prawej) jadąc samochodem Porsche 356 B zajęła w Rajdzie Monte Carlo 1962 207 miejsce

Rajd Monte Carlo 1962 (31. Rallye Automobile de Monte-Carlo) – 31 edycja rajdu samochodowego Rajd Monte Carlo rozgrywanego w Monako. Rozgrywany był od 20 do 25 stycznia 1962 roku. Była to pierwsza runda Rajdowych Mistrzostw Europy w roku 1962.

## Klasyfikacja rajdu
| Miejsce                      | Kierowca                     | Pilot                        | Samochód                     | Czas                         | Strata                       |                              |
| Klasyfikacja generalna i ERC | Klasyfikacja generalna i ERC | Klasyfikacja generalna i ERC | Klasyfikacja generalna i ERC | Klasyfikacja generalna i ERC | Klasyfikacja generalna i ERC | Klasyfikacja generalna i ERC |
| ---------------------------- | ---------------------------- | ---------------------------- | ---------------------------- | ---------------------------- | ---------------------------- | ---------------------------- |
| 1.                           | Erik Carlsson                | Gunnar Häggbom               | Saab 96                      | 48:00                        | 0.0                          |                              |
| 2.                           | Eugen Böhringer              | Peter Lang                   | Mercedes-Benz 220 SE         | 48:27                        | +27                          |                              |
| 3.                           | Paddy Hopkirk                | Jack Scott                   | Sunbeam Rapier               | 49:12                        | +1:12                        |                              |
| 4.                           | Peter Roderick Procter       | Graham Robson                | Sunbeam Rapier               | 49:57                        | +1:57                        |                              |
| 5.                           | Pierre Gele                  | André Guilhaudin             | DKW Junior                   | 50:19                        | +2:19                        |                              |
| 6.                           | Gunnar Andersson             | Walter Karlsson              | Volvo PV 544 Sport           | 50:20                        | +2:20                        |                              |
| 7.                           | Bob Neyret                   | Jacques Terramorsi           | Citroën DS 19                | 50:31                        | +2:31                        |                              |
| 8.                           | Hermann Kühne                | Hans Wencher                 | Mercedes-Benz 220 SE         | 50:47                        | +2:47                        |                              |
| 9.                           | Piero Frescobaldi            | Marcello De Luca             | Lancia Flavia                | 50:57                        | +2:57                        |                              |
| 10.                          | Graham Hill                  | Peter Jopp                   | Sunbeam Rapier IIIA          | 50:58                        | +2:58                        |                              |